# Fledermaus-Quadrille
Fledemaus-Quadrille, op. 363, är en kadrilj av Johann Strauss den yngre. Datum och plats för kadriljens premiär har inte kunnat fastställas. Troligtvis skedde premiären i juni 1874.

## Historia
Johann Strauss tredje operett, Läderlappen, hade premiär på Theater an der Wien söndagen den 5 april 1874. Mindre än fyra veckor senare, den 1 maj, lämnade Strauss Wien för att börja en konsertturné i Italien tillsammans med Julius Langenbachs Orkester från Tyskland. Arbetet med turnén gjorde att Strauss inte hade samma tid som förut att ägna sig åt att arrangera musik från operetten till separata dansstycken. Endast tre av de förväntade sju verken publicerades av förläggaren Friedrich Schreiber. Bland dessa fanns Fledermaus-Quadrille, som gick att köpa i handeln den 13 maj 1874. I den musik som Strauss framförde i Italien ingick dock inte kadriljen och det har visat sig omöjligt att fastställa det exakta datumet för stycken även i Wien. Då Schreiber förlade kadriljen i maj är det möjligt att det första framförandet kan ha skett någon gång under juni månad 1874.
Kadriljen var en av de mest populära baldanserna under 1800-talet och utfördes av fyra, sex eller åtta par. Den var indelad i sex stycken delar (eller 'figurer'): Nr. 1 'Pantalon'. Nr. 2 'Eté', Nr. 3 'Poule', Nr. 4 'Trénis', Nr. 5 'Pastourelle' och Nr. 6 'Finale'. Varje dansfigur bestod av strikta åttondels- eller sextondelstakter och även om dessa upprepades inom varje figur krävde en kadrilj ett stort antal separata meloditeman. Fledermaus-Quadrille består av musik från följande källor:
- Pantalon – Akt II (Nr. 7) Orlofskys kupplet; Akt III (Nr. 15) Trio mellan Rosalinde, Alfred och Eisenstein; Akt III (Nr. 14) Adeles aria

- Été – Akt II (Nr. 7) Orlofskys kupplet; Rosalindes arietta i Akt I Final (Nr. 5)

- Poule – Akt I Final (Nr. 5) Triosektion; Akt III (Nr. 14) Adeles aria; Akt I (Nr. 1a) Alfreds serenad

- Trénis – Akt I (Nr. 3) Duett mellan Eisenstein och Falke

- Pastourelle – Akt I (Nr. 2) Trio; Akt II Final (Nr. 11a)

- Finale – Akt I (Nr. 4) Trio mellan Adele, Rosalinde och Eisenstein; Akt I Final (Nr. 5)

Av historiskt intresse är den inspelning av en Contre-Fledermaus Quadrille (komplett med dansrop) dirigerad av kompositörens brorson Johann Strauss III (1866-1939). Inspelningen gjordes av Edison Company i december 1910 och består av tre 4-minuters vaxrullar. Innehållet skiljer sig från Johann Strauss originalkadrilj då den utesluter vissa teman och ersätter dessa med citat från "Champagnetrion", "Klockduetten" och inledningskören från akt II, samt en melodi från Trion (Nr. 15) i akt III.

## Om kadriljen
Speltiden är ca 5 minuter och 22 sekunder plus minus några sekunder beroende på dirigentens musikaliska tolkning.
Polkan var ett av sex verk där Strauss återanvände musik från operetten Läderlappen:
- Fledermaus-Polka. Polka, Opus 362
- Fledermaus-Quadrille, kadrilj, Opus 363
- Tik-Tak-Polka, Schenll-Polka, Opus 365
- An der Moldau, Polka-francaise, Opus 366
- Du und Du, Vals, Opus 367
- Glücklich ist, wer vergißt!, Polkamazurka, Opus 368

## Weblänkar
- Fledermaus-Quadrille i Naxos-utgåvan.